# Linda De Rocco
Linda De Rocco (Belluno, 3 gennaio 1986) è una hockeista su ghiaccio italiana.

## Carriera
Ha cominciato a giocare a cinque anni con l'Under 10 dello Zoldo, ha giocato con i ragazzi fino a 14 anni poi è passata all'Agordo femminile, con il quale ha vinto sei titoli italiani. Dopo lo scioglimento dell'Agordo confluì nella sezione femminile dell'Hockey Club Feltreghiaccio che a sua volta fu sciolta dopo una stagione: la De Rocco seguì la maggior parte delle compagne all'Alleghe, con cui ha vinto il campionato 2018-2019. Quando anche l'Alleghe, nell'estate successiva alla vittoria dello scudetto, rinunciò all'iscrizione, passò al Dobbiaco, con cui rimase fino alla cancellazione del campionato a causa della pandemia di COVID-19.
Rimasta ferma per la stagione 2020-2021, è poi passata alle Padova Waves Girls, neoiscritte al massimo campionato italiano. Nella stagione successiva ha militato nel Valdifiemme femminile, scendendo sul ghiaccio un'unica volta.
Nel 2023-2024 lo Zoldo ha iscritto una squadra femminile al massimo campionato italiano, e De Rocco si è aggregata alla squadra a campionato in corso, facendo l'esordio nella vittoria contro le Piemont Rebelles il 29 dicembre.
Dal 2012 al 2016 ha disputato la EWHL con la maglia dell'EV Bozen Eagles.
La prima convocazione con la Nazionale è stata nell'ottobre del 2000 a soli 14 anni, la prima partita ufficiale contro la Francia. Ha giocato in maglia azzurra tredici campionati mondiali, tra prima e seconda divisione, oltre che ai giochi olimpici invernali di Torino 2006, e della squadra è stata a lungo capitano.

## Palmarès
- Campionato italiano femminile: 7

Agordo: 2000-2001, 2001-2002, 2002-2003, 2006-2007, 2007-2008, 2008-2009
Alleghe: 2018-2019
- EWHL: 1

EV Bozen Eagles: 2013-2014